# Дитрих фон Фюрстенберг
Дитрих (Теодор) фон Фюрстенберг (на немски: Dietrich von Fürstenberg, Theodor von Fürstenberg; * 7 октомври 1546, замък Ватерлапе при Бремен; † 4 декември 1618, дворец Нойхауз при Падерборн) е благородник от род Фюрстенберг и като Дитрих IV княжески епископ на Падерборн (1585 – 1618).

## Живот
Той е третият син на дрост Фридрих фон Фюрстенберг († 1567) и съпругата му Анна от Вестфалия († 1583), дъщеря на Рабан фон Вестфален († 1538) и Хелена фон Хьорде. Брат е на Фридрих фон Фюрстенберг (1538 – 1608), домхер и каноник в Майнц, и Каспар фон Фюрстенберг (1545 – 1618), дрост и съветник.
Дитрих е избран на 5 юни 1585 г. на 38-годишна възраст за епископ на Падерборн и е помазан на 7 октомври 1585 г. На 28 юли 1589 г. той става дякон и на 29 юли 1589 г. свещеник. Той веднага въвежда в Падерборн Григорианския календар и от 1586 г. провежда събори на диоцезата. Дитрих разширява епископската си резиденция дворец Нойхауз през 1590 г. със северно крило.
Той умира в дворец Неухауз през 1618 и е погребан в катедралата на Падерборн.